# بایوویوا
بایوویوا (انگلیسی: BioViva) شرکت داروسازی آمریکایی است، که در سال ۲۰۱۵ تأسیس شد.